# فلسفه شرق
فلسفه شرق یا فلسفه آسیایی فلسفه‌های گوناگونی را شامل می‌شود که در شرق و جنوب شرقی آسیا ریشه دارند، از جمله فلسفه چینی، فلسفه ژاپن، فلسفه کره که در آسیای شرقی رواج دارند، همچنین فلسفه هندی (شامل فلسفه بودایی و هندوئیسم) در آسیای جنوبی و فلسفه زرتشت، یهودی و اسلامی در جنوب غربی آسیا رواج دارند.
این اصطلاح گاه به اشتباه به فلسفه یهودی، فلسفه بابل و فلسفه اسلامی نیز گفته می‌شود اما با توجه به غلبۀ سنت ارسطویی در این فلسفه‌ها، می‌باید آن‌ها را ذیل فلسفه غرب به‌شمار آورد. این تقسیم‌بندی صرفاً جغرافیایی نیست بلکه در تفاوت‌های کلیِ مفهومی و هرمنوتیک میان سنت‌های غربی و شرقی همچنین ادیان رایج در این سرزمین‌ها ریشه دارد.

## فلسفه آسیای شرقی

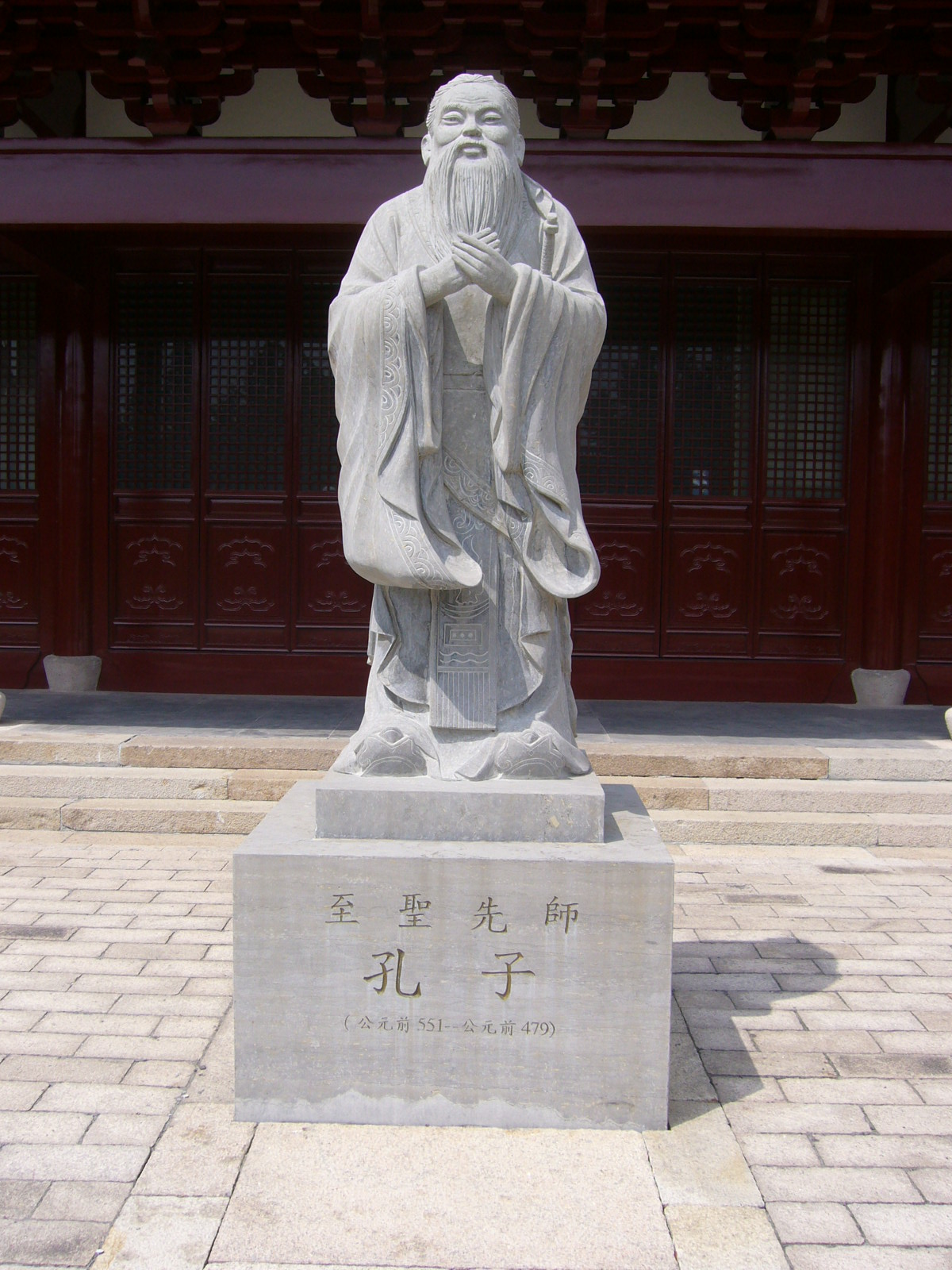
تندیس کنفسیوس در شانگهای

### کنفوسیانیسم
کنفوسیانیسم (به چینی: 儒學) آیینی است که بر پایهٔ تعالیم کنفوسیوس و متون قدیمی چین شکل گرفته‌است.

### نئو کنفوسیانیسم
نئوکنفوسیانیسم، نسخهٔ متأخرتر و تغییریافتهٔ آیین کنفوسیانیسم است و البته از مبدأ خود (کنفوسیانیسم) بسیار فراتر رفته‌است. این آیین از زمان سلسلهٔ سانگ شروع به گسترش کرد و در اواخر سلسلهٔ مینگ تقریباً کامل شد. ریشه‌های آن را می‌توان در اوایل سلسلهٔ تانگ، به ویژه در تعالیم تنگ زی تیان مشاهده کرد. این آیین تأثیر عمده‌ای بر کشورهای شرق آسیا، از جمله چین، ژاپن، کره و ویتنام گذاشته‌است. زو زای را بزرگ‌ترین استاد نئو کنفوسیانیسم در سلسلهٔ سانگ و وانگ یانگ‌ مینگ را بزرگ‌ترین استاد در سلسلهٔ مینگ می‌دانند، اما ضدیت‌ها و ناسازگاری‌هایی میان مکتب زای و وانگ وجود دارد.

### تائوئیسم

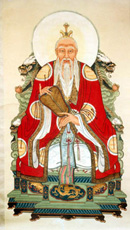
لائوتزو، معلم تائوئیست

تائوئیسم (یا دائوئیسم) به‌طور سنتی نقطهٔ مقابل آیین کنفوسیانیسم در چین است. کتاب‌ اصلی تائوئیسم، دائو دِجینگ (تائو ته جینگ) است که به لائوتسه (لائو زه) نسبت داده می‌شود. دیگر متفکر بزرگ این مکتب جوانگ زه نام دارد که کتابی به همین نام مشتمل بر سی و سه فصل از او بر جای مانده است. حکیمان دائویی بر فردگرایی تأکید داشته و عبور از اصول انسان نهاده همچون اخلاق، آگاهی متعارف و حقایق مبتنی بر زبان را راه رهایی می‌دانستند. 

### شینتو
شینتو (به ژاپنی: 神道) مذهب بومی ژاپن است. شینتو شکل پیچیدهٔ آنیمیسم (روح‌باوری) است که بر اساس آن ارواحی به نام کامی در همه‌جا سکونت دارند. عبادت در معابد عمومی یا معابد کوچکی که در خانه‌ها برپا می‌کنند، انجام می‌شود. در آیین شینتو، ارتباط داشتن با کامی‌ای که ساکن این دنیاست، مهم‌ترین وظیفهٔ انسان محسوب می‌شود. باید به کامی‌ها احترام گذاشته شود تا آن‌ها هم متقابلاً به ما احترام بگذارند. آیین شینتو در عین حال بر این باور است که جهان خاکی و دنیای ارواح در حقیقت یکی هستند. از میان اصول و معتقدات این آیین، بیش از هر چیز بر خلوص تأکید شده‌است. اعمال خالص اعمالی هستند که با هارمونی جهان هماهنگ‌اند و آن را ترویج می‌دهند، اعمال ناخالص اعمالی هستند که به هارمونی جهان زیان می‌رسانند. شینتو، به عنوان یک کیش اعتقادی، بسیار تحت تأثیر مذاهب چینی، به ویژه تائوئیسم و بودیسم قرار دارد.

### لیگالیسم
لیگالیسم (قانون پرستی) حامی تبعیت بی‌ چون و چرا از قانون در همهٔ زمینه‌هاست. نه نیازی به قضاوت هست و نه اخلاقیات اهمیتی دارند؛ چیزی که مهم است اطاعت از نص قانون است.

### مائوئیسم
مائوئیسم فلسفه‌ای کمونیستی است که بر مبنای تعالیم رهبر انقلابی حزب کمونیست چین در قرن بیستم، مائو تسه تونگ استوار است. بخش‌هایی از آن بر اساس نظریه‌های قبلی که مارکس و لنین مطرح کرده‌بوند، پایه‌گذاری شده اما پرولتاریای شهری و تأکید لنیسنیست‌ها بر نقش صنایع سنگین را رد می‌کند و بر انقلاب‌های دهقانی و اقتصاد غیر متمرکز بر کشاورزی که مبنای آن کار گروهی در مزارع است، تأکید دارد.

## فلسفه هندی

### فلسفه هندو
هندوئیسم یکی از قدیمی‌ترین مذاهب بزرگ جهان است. مشخصهٔ آن، گوناگونی نظام اعتقادی مذهبی، عبادات و کتاب‌های مقدس است. هندوئیسم دست‌کم ریشه در فرهنگ ودیک باستان در ۱۵۰۰ سال پیش از میلاد دارد و با ۱٫۰۵ میلیارد پیرو در سراسر جهان (که ۹۶٪ آن‌ها در شبه‌قارهٔ هند زندگی می‌کنند)، سومین مذهب بزرگ دنیا محسوب می‌شود.

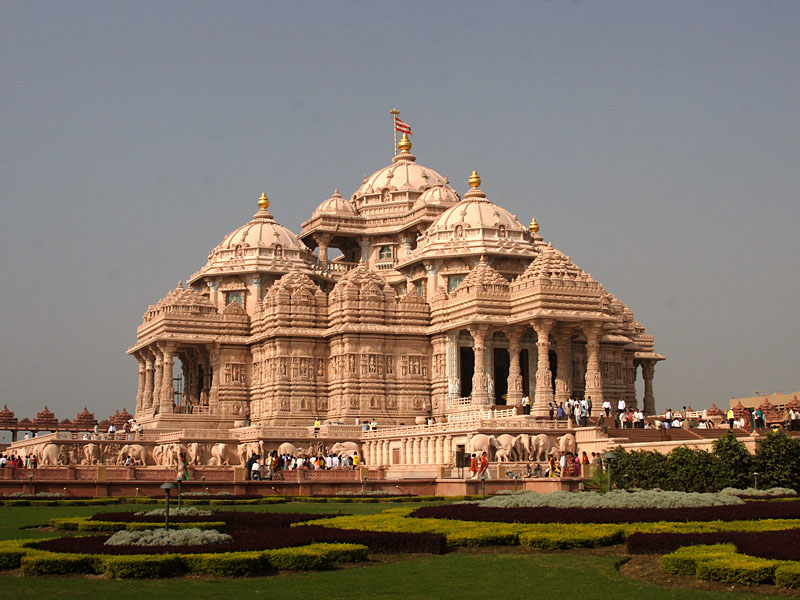
معبد آکشاردام در دهلی، بزرگ‌ترین معبد هندو در جهان

هندوئیسم بر بستر معنوی وداها، به ویژه ودا دَرمَه، اوپانیشادها، و همین‌طور تعالیم بسیاری گورو‌های بزرگ هندو طی سالیان، قرار گرفته‌است. بسیاری از جریان‌های فکری، از شش مکتب ودیک یا هندو، فرقهٔ باکتی و مکاتب تانترا سرچشمه می‌گیرند و در هندوئیسم به هم می‌آمیزند که در میان مذاهب درمه اولین است. کتاب مقدس بهگود گیتا یکی از مقدس‌ترین متون در میان هندوهاست.
مفاهیم مشترک در میان طیف عظیم هندوهای خداباور، ایمان به درمه، تناسخ، کارما، و موشکا(آزادی) برای هر انسان از طریق مجموعهٔ متنوعی از یوگاهای اخلاقی، عملی و مراقبه‌ای است. سایر اصول بنیادین دیگر عبارتند از: آهیمسا (عدم خشونت)، تقدم گورو، واژهٔ الهی آئوم و قدرت مانتراها، عشق به حقیقت در بسیاری جاها در قالب خدایان و الهگان، و درک این که جرقهٔ ناگزیر الهی در هر انسان و هر موجود زنده‌ای وجود دارد و از این روست که انواع سیر و سلوک‌های معنوی، به یک حقیقت مذهبی توحیدی می‌انجامد (که هندوها به آن برهمن می‌گویند). پذیرش وجود راه‌های متعدد برای رسیدن به حقیقت واحد اساس فلسفهٔ هندو است. با این حال، از آنجا که عبارت هندو بیش‌تر به عنوان چتری به کار می‌رود که تمام رسوم درمه‌ای را که از شبه‌قارهٔ هند برخاسته‌اند، دربرمی‌گیرد، ممکن است افرادی وجود داشته باشند که به هیچ‌ یک از موارد بالا معتقد نباشند اما خود را هندو بدانند.

### فلسفه بودایی

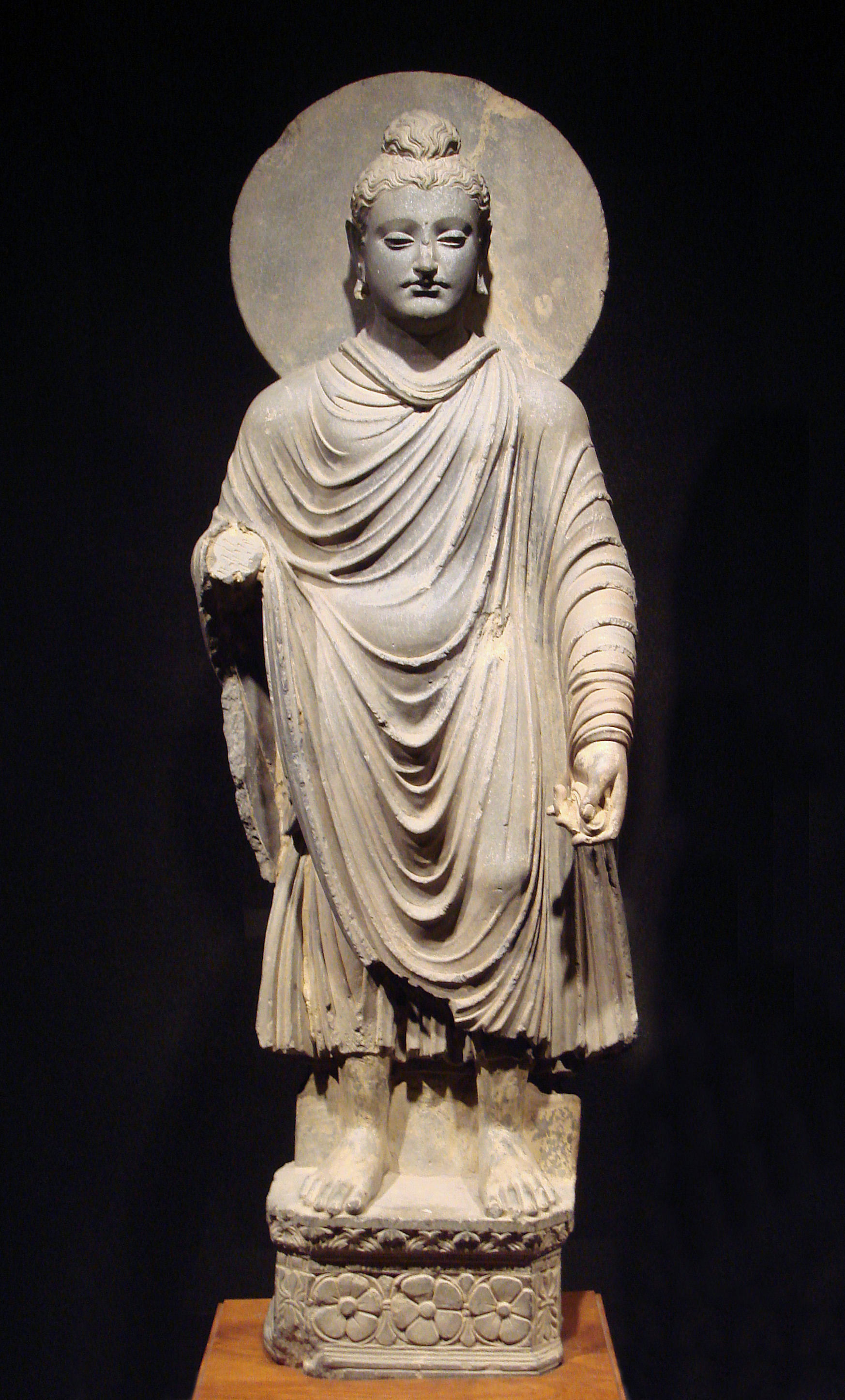
بودای ایستاده، موزهٔ ملی ژاپن

بودیسم نظامی از باورهای مذهبی‌ست که بر پایهٔ تعلیمات سیدارتا گوتاما بنا شده‌است. بودیسم یک مذهب غیر توحیدی‌ست و اصول و پایه‌های تفکر آن چندان متوجه وجود یا عدم وجود خدای واحد یا خدایان متعدد نیست. خودِ بودا، به صراحت هر نوع وضعیت الهی یا وحی و الهام را در مورد خود رد می‌کند و می‌گوید هر کس، هر جا، می‌تواند به تمام بینشی که او داشت، دست یابد. پرسش دربارهٔ خدا در بودیسم کاملاً نامربوط است، با این حال در برخی فرقه‌های بودایی (به عنوان مثال بودیسم تبتی) خدایانی را ستایش می‌کنند که از نظام‌های اعتقادی بومی آن منطقه گرفته‌شده‌اند. البته پرستش خدایان بومی در بودیسم تبتی معناهایی متفاوت یافته‌است و به فریضه‌ای مهارتی در میان اعمال بودیست‌های تبتی بدل شده‌است.
مبانی فلسفهٔ بودایی عبارتند از:
- آناتا که تبیین می‌کند هویت متافیزیکی ذاتیِ هیچ چیز نیست.
- پراتیتیا-ساموت‌پادا، که مفهوم علیت در فلسفهٔ بودا را ترسیم می‌کند.
- تجزیه و تحلیل پدیدارشناسانهٔ درمه‌ها یا ترکیبات پدیدارشناسانه.

بیشتر فرقه‌های بودایی به کارما اعتقاد دارند و رابطهٔ علت و معلولی میان آنچه تاکنون انجام شده و آنچه انجام خواهد شد، متصورند. رویدادهایی که به وقوع می‌پیوندند، نتیجهٔ مستقیم رویدادهای گذشته‌اند. یکی از تأثیرات کارما باززایی است. در زمان مرگ، کارمای انسان است که ماهیت وجودی زندگی بعدی را معلوم می‌کند. هدف نهایی هرکس که به فلسفهٔ بودیسم عمل می‌کند، از بین بردن کارما (هم خوب و هم بد) و پایان دادن به چرخهٔ تولد دوباره و رنج بردن و رسیدن به نیروانا ست که اغلب به آگاهی یا روشنگری ترجمه می‌شود.

### فلسفه سیک
سیمران و سیوا- بنیاد فلسفهٔ سیک هستند. هر سیک وظیفه دارد نام سیمران (تمرکز بر نام خدا) را روزانه به جا بیاورد و هر گاه که ممکن است در سِوا شرکت کند، یعنی در گوردوارا (عبادتگاه سیک‌ها)، مراکز اجتماعی، خانهٔ سالمندان، مراکز نگهداری (سالمندان یا بیماران) خدمت کند یا در زمان بلایایی که در جهان اتفاق می‌افتد، به نیازمندان یاری برساند.
اِک آونگ کار ساتنام و واهه‌گورو برخی شعارهای سیک‌هاست که به این منظور استفاده می‌شود. اِک آونگ کار ساتنام را می‌توان به تقریب این‌طور ترجمه کرد: «تنها یک خدا هست، و از طبیعت جدا نیست، و حقیقت نام اوست.» واهه‌گورو در تمرین‌های مراقبه‌ای بر نام خداوند، مورد استفاده قرار می‌گرد.

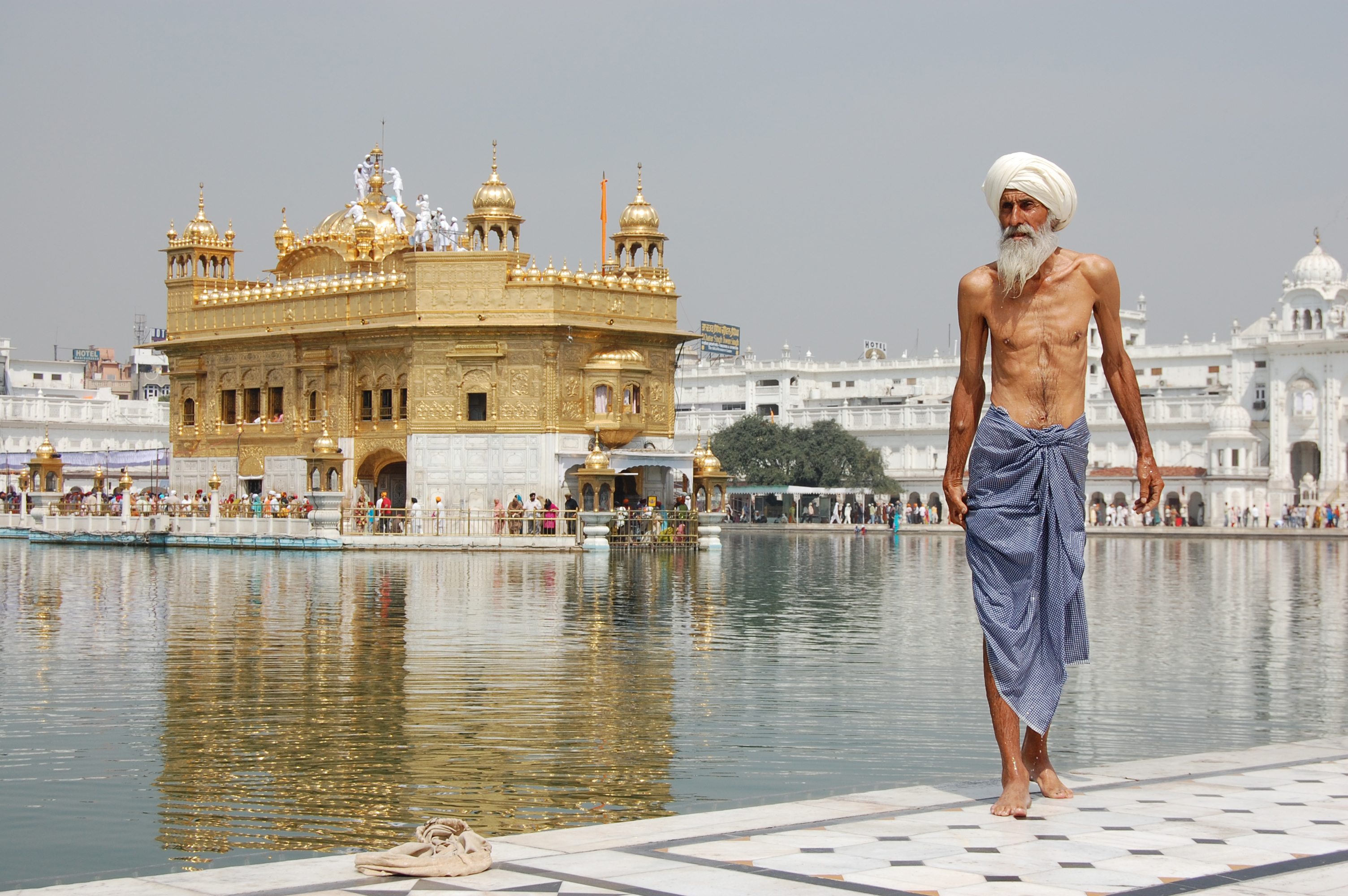
یک مرد سیک در معبد طلایی

سه ستون سیکیسم (گورو نانک این سه را به‌طور رسمی به عنوان ارکان آیین سیک به کار برد) عبارتند از:
- نام جاپنا- هر سیک باید تمرین روزانهٔ تمرکز را انجام دهد و نیت‌نِم (یک نیایش هر روزه) را به جا بیاورد، یعنی نام خدا را آهنگین و موزون بخواند.
- کیرات کارنی-شریف زندگی کند و از تلاش جسمی و ذهنی خود روزی‌اش را به دست بیاورد، البته برکت‌ها و نعمت‌های خدا را نیز می‌پذیرد. هر سیک باید وظایف و مسئولیت‌های خود را تمام و کمال انجام دهد.
- واندا چاکنا-سیک‌ها باید دارایی خود را در اجتماع خود و بیرون از آن، با دیگران قسمت کنند.

کشتن پنج سارق- گوروهای سیک به ما می‌گویند ذهن و روح ما دائماً در معرض حملهٔ پنج شیطان قرار دارد: کام (شهوت)، کرود (خشم)، لُب (طمع)، موه (وابستگی) و آهن‌کار (نفس). سیک باید همواره با این پنج هم‌پیمان بجنگد و بر آن‌ها پیروز شود. همیشه باید هوشیار باشد و آمادهٔ مقابله با این پنج سارق.

کیفیات مثبت انسان-گوروهای سیک به سیک‌ها می‌آموزند کیفیات مثبت انسانی را در خود بپرورانند تا جانشان به خدا نزدیک‌تر و از شیطان دورتر شود. این کیفیات عبارتند از: سَت (حقیقت)، دایا (مهربانی)، سَن‌تُک (قناعت)، نیم‌راتا (تواضع)، پیاره (عشق).

### جینیسم

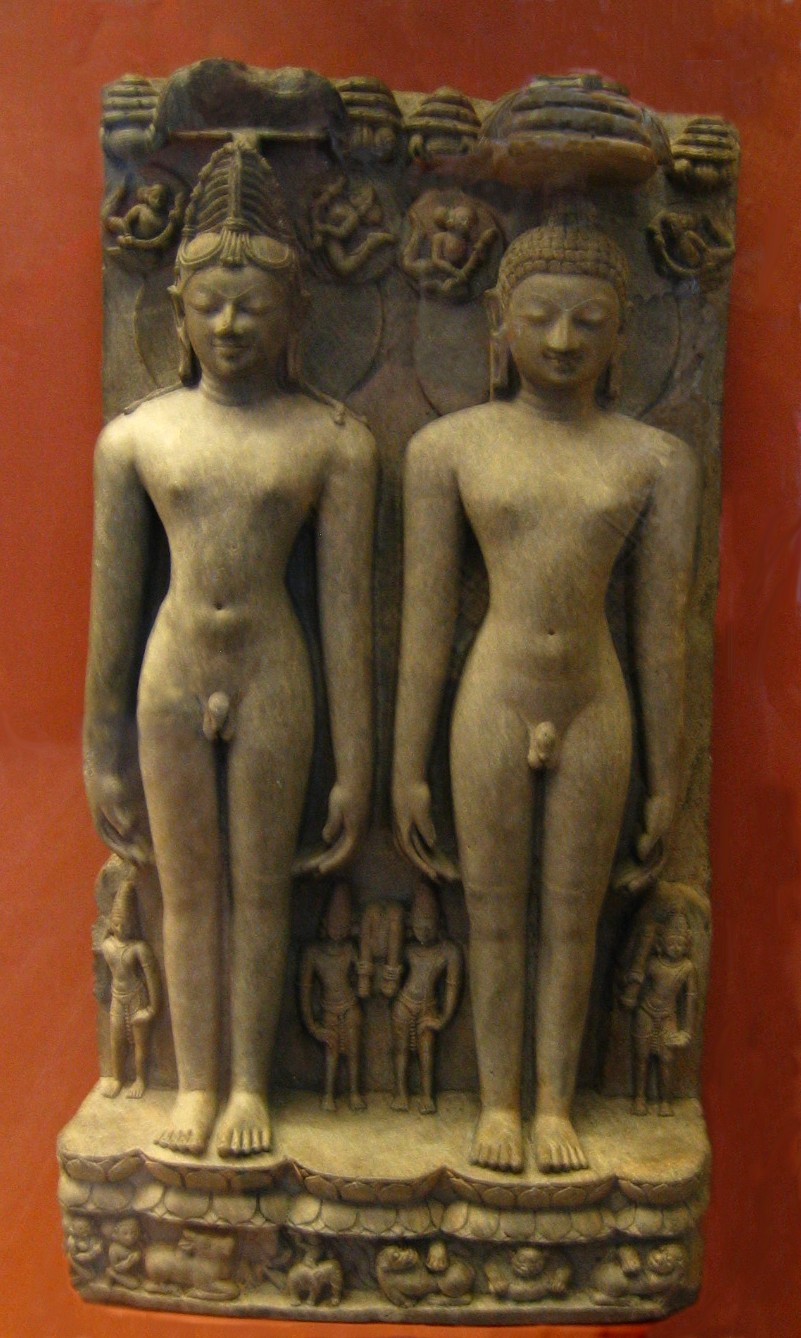
مجسمهٔ دو بنیانگذار جینیسم. سمت چپ: ریشابها، اولین از ۲۴ تایرتانکارا و سمت راست: ماهاویر، آخرین نفر از ۲۴ تایرتانکارا

فلسفهٔ جین با مسائلی مانند متافیزیک، واقعیت، کیهان‌شناسی، هستی‌شناسی، معرفت‌شناسی و الهیات سروکار بسیار دارد. جینیسم، در واقع مذهبی‌ست که نه می‌توان آن را خداباور دانست و نه خداناباور. این مذهب ریشه در هند باستان دارد و دنبالهٔ آیین کهن سراماناست که از زمان باستان در کنار آیین ودیک وجود داشته‌است. اعتقاد به جدایی روح از ماده، انکار خدایی که قادر مطلق و آفریننده است، قدرت کارما، باور به جهان نامتناهی و خلق نشده، تأکید فراوان بر پرهیز از خشونت، تکیه بر نسبی بودن و اشکال متعدد حقیقت، اخلاق و اصول اخلاقی بر مبنای آزادی روح انسان از ویژگی‌های متمایز فلسفهٔ جین است. فلسفهٔ جین می‌کوشد منطق وجود و هستی، ماهیت کائنات و هرچه در آن است، ماهیت اسارت و ابزارهای رسیدن به آزادی را توضیح دهد. اغلب آن را جنبشی تارک دنیایی قلمداد می‌کنند چون تأکید فراوانی بر مهار خود، ریاضت و چشم‌پوشی از علایق دارد. همچنین آن را مدلی از لیبرالیسم فلسفی می‌دانند چون به نسبی بودن و چند وجهی بودن حقیقت باور دارد و می‌خواهد با تمام دیدگاه‌های فلسفه‌های رقیب، تا حد امکان، همساز شود. جینیسم به شدت به طبیعت فردی روح باور دارد و معتقد است هر کس شخصاً مسئول اعمال خود است و تنها تلاش‌های فردی و اتکای به خود می‌تواند آزادی را برای فرد به ارمغان بیاورد.
فلسفهٔ جین در طول تاریخ متحد و واحد باقی ماند، گرچه جینیسم به عنوان مذهب به سنت‌ها و فرقه‌های گوناگونی تقسیم شد. نقش فلسفهٔ جین در پرورش فلسفهٔ هند قابل توجه بوده‌است. مفاهیم فلسفهٔ جین مانند آهیسما، کارما، موکسا، سامسارا و … به شکل‌های گوناگون در فلسفهٔ دیگر مذاهب هندی از جمله هندوئیسم و بودیسم جذب شد.
جینیسم فلسفهٔ خود را از آموزه‌های ماهاویرا و سایر تایرتانکاراها گرفته‌است، با این حال بسیاری فیلسوفان جین، از کونداکوندا و اوماس‌واتی در دوران باستان گرفته تا یاسووی‌جایا گانی در دوران اخیر، نقش بسزایی در پرورش و پالایش جین و مفاهیم فلسفهٔ هندی داشته‌اند.

### کارواکا
کارواکا که اغلب آن را چارواکا ترجمه می‌کنند و با نام لوکایاتا نیز شناخته شده‌است، یک مکتب فکری ماتریالیست و خداناباور است که ریشه در هند باستان دارد. کارواکا نظامی از اخلاقیات را عرضه می‌کند که برپایهٔ تفکر منطقی بنا شده‌است. این مکتب فکری، بیش از هزار سال است که از بین رفته‌است.

## فلسفه آسیای غربی

### فلسفه بابل
منشأ فلسفهٔ بابلی، را می‌توان در حکمت تمدن‌های اولیهٔ بین‌النهرین جستجو کرد. این حکمت در قالب دیالکتیک، دیالوگ، شعر حماسی، فولکلور، سرودها، ترانه‌ها، نثر و ضرب‌المثل وجود دارد و فلسفهٔ مشخصی از زندگی و به ویژه اخلاق را تجسم می‌بخشد. اما شیوهٔ استدلال و عقلانیت بابلی‌ها از مشاهدات تجربی فراتر رفته و گسترده‌تر شده‌است.
احتمال دارد فلسفهٔ بابل بر فلسفهٔ یونان و پس از آن بر فلسفهٔ هلنیستی تأثیر گذاشته باشد، البته مدارک مکتوب کافی برای اثبات این مدعا وجود ندارد. متن بی‌تاریخ به جا مانده از تمدن بابل، گفتگوی بدبینی، با افکار ندانم‌گرایانهٔ سوفیست‌ها، مکتب اضداد هرکلیتوسی‌ها و گفتگوهای افلاطون شباهت‌هایی دارد و روش سقراطی در مباحثه را پیش از سقراط و افلاطون به کار برده‌است. تصور می‌شود تالس فیلسوف مکتب ملطی در بین‌النهرین فلسفه خوانده است.

### فلسفه ایرانی
فلسفهٔ ایرانی را می‌توان تا زمان ایران باستان و سنت‌های فلسفی آن زمان که ریشه در فرهنگ کهن هندواروپایی داشت و تا حد زیادی تحت تأثیر تعالیم زرتشت بود، پی گرفت.
در تاریخ ایران، با توجه به تغییرات قابل توجه سیاسی و اجتماعی نظیر حملهٔ اعراب و حمله مغول، طیف گسترده‌ای از مکاتب فکری، دیدگاه‌های متنوعی نسبت به پرسش‌های فلسفی اظهار داشته‌اند که گسترهٔ آن از سنت‌های ایران کهن و مرتبط با آیین زرتشتی، تا مکاتبی که در اواخر دوران پیشااسلام به وجود آمدند نظیر فلسفهٔ مانی و فلسفهٔ مزدک و همچنین مکاتب گوناگون دوران پسااسلام را دربرمی‌گیرد. فلسفهٔ ایرانی پس از حملهٔ اعراب به ایران، با اثرگذاری و تأثیرپذیری متقابل آن با فلسفهٔ ایران کهن، فلسفهٔ یونانی و شکل توسعه‌یافتهٔ فلسفهٔ اسلامی شناخته می‌شود. حکمت اشراق و حکمت متعالی را دو تا از مهم‌ترین سنت‌های فلسفی ایران در این دوران می‌دانند.

#### فلسفه زرتشتی

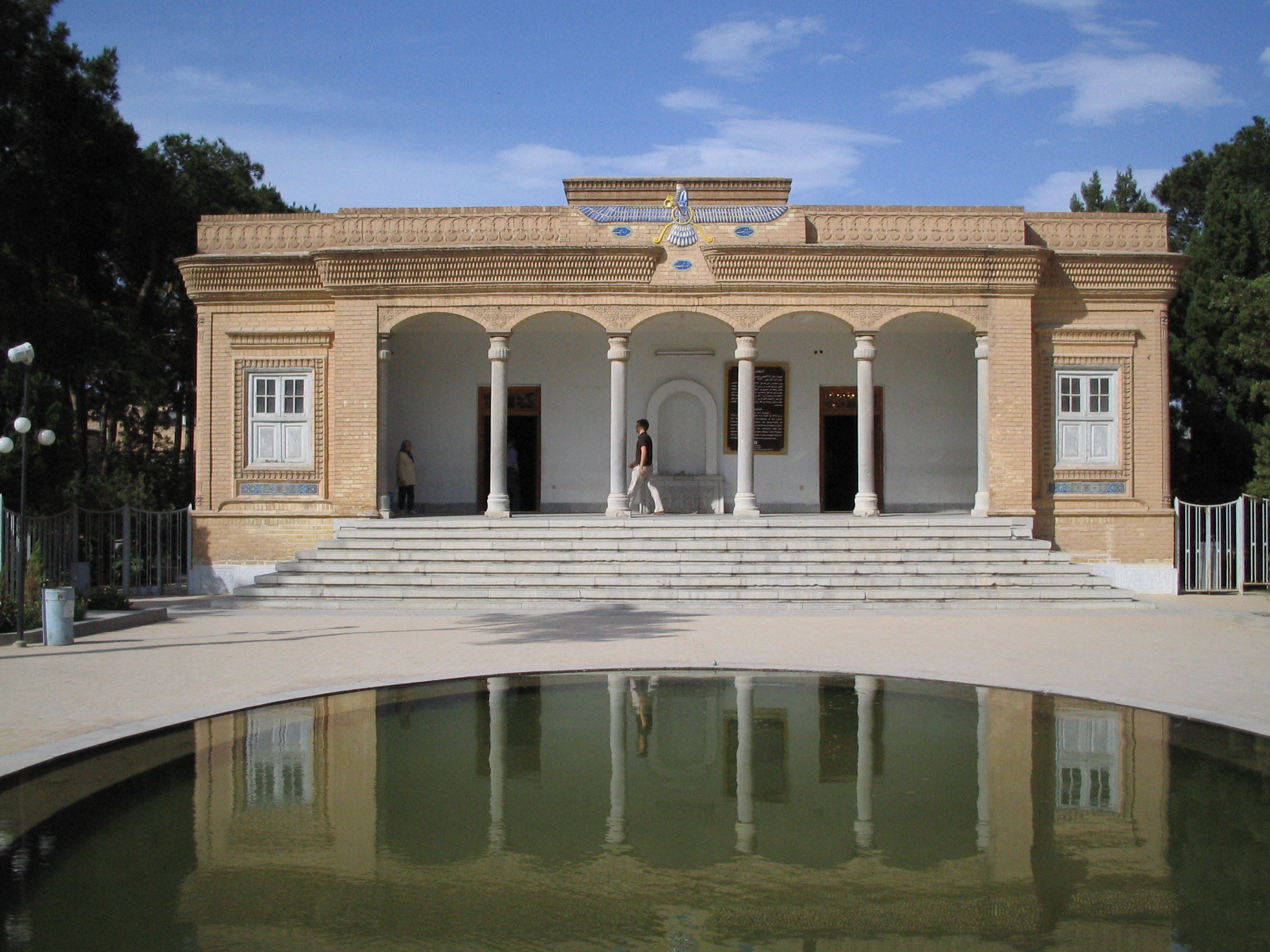
آتشکده‌ای در یزد

مزدیسنا یا زرتشتی نام دینی یکتاپرست است که از ایران سرچشمه گرفته‌است. زرتشتی طبیعتی دوگانه دارد (اهورامزدا و انگره‌مینیو) و شش موجود فرشته مانند که نقش مهمی در دین زرتشتی دارند و امشاسپند خوانده می‌شوند. در نگرش‌های مدرن به دین زرتشتی امشاسپندان را به مثابه جنبه‌ها یا تجلی اهورامزدا (سرور دانا) تعبیر می‌کنند. این هفت تن نیک و سازنده‌اند. در برابر آنها، گروه هفت نفرهٔ دیگری وجود دارد که شر و ویران‌گر است. نبرد دائم میان نیکی و بدی وجه تمایز میان مزدیسنا و سایر ادیان توحیدی‌ست که تنها به یک قدرت برتر باور دارند. از آنجا که پیروان دین زرتشتی به وجود نیروهای برابر و متخاصم ایمان و اعتقاد دارند، می‌توان دوگانگی را مشخصهٔ دین زرتشتی دانست.

#### فلسفه اسلامی
ظهور اسلام و تأثیر مکتب فکری یونان (به ویژه ارسطو) بر آن، سبب پیدایش مکاتب فلسفی گوناگونی شد که از آن‌ها می‌توان به تصوف که فلسفه‌ای درونی و رمزآلود بود، معتزله که تا اندازه‌ای تحت تأثیر فلسفهٔ هلنیستی قرار داشت و عقل‌گرایی را پایه گذاشت و اشعری که تفسیری عقلانی و منطقی از مفاهیمی نظیر خدا، عدالت، تقدیر و کائنات وضع کرد، اشاره کرد.
فلسفهٔ اسلامی اولیه تحت تأثیر فلسفه‌های یهودی، مسیحی، یونانی، هلنیستی، ایرانی و هندی قرار داشت و در مقابل تأثیر بسزایی نیز بر فلسفهٔ یهودی، مسیحی، غربی، ایرانی و هندی گذاشته‌است. از همین رو بسیاری فلسفهٔ اسلامی را فلسفه‌ای شرقی-غربی می‌دانند.
معتزله یک مکتب مشهور الهیات در فلسفه است که در اوایل دورهٔ اسلام به وجود آمد. پیروان این مکتب فکری خود را اهل‌العدل و التوحید می‌نامیدند. در قرن هشتم و نهم میلادی نظر به حمایت روشنفکران و نخبگان، این مکتب پیروان فراوانی یافت. در قرن سیزدهم میلادی و با پیدایش مکتب اشعری، معتزله پشتیبانی رسمی خود را از دست داد. بسیاری از آثار ارزشمند معتزله در جنگ‌های صلیبی و حمله مغول از بین رفتند.
یکی از مشهورترین فیلسوفان مسلمان در غرب ابن رشد است که مکتب اوروئسیسم (ابن‌رشدگرایی) را پایه‌گذاری کرد.
دیگر فیلسوفان تأثیرگذار مسلمان عبارتند از: جاحظ که از پیشگامان اندیشهٔ تکامل و انتخاب طبیعی؛ ابن هیثم از پیشگامان پدیدارشناسی و فلسفه علم و منتقد فلسفهٔ طبیعی ارسطو و مفهوم مکان در فلسفهٔ ارسطو؛ ابوریحان بیرونی منتقد فلسفهٔ طبیعی ارسطو؛ ابن سینا منتقد منطق ارسطویی؛ فخرالدین رازی منتقد منطق ارسطویی و از پیشگامان منطق استنتاجی و همچنین ابن خلدون مشهور به پدر فلسفهٔ تاریخ، جامعه‌شناسی و از پیشگامان فلسفهٔ اجتماعی، بودند.

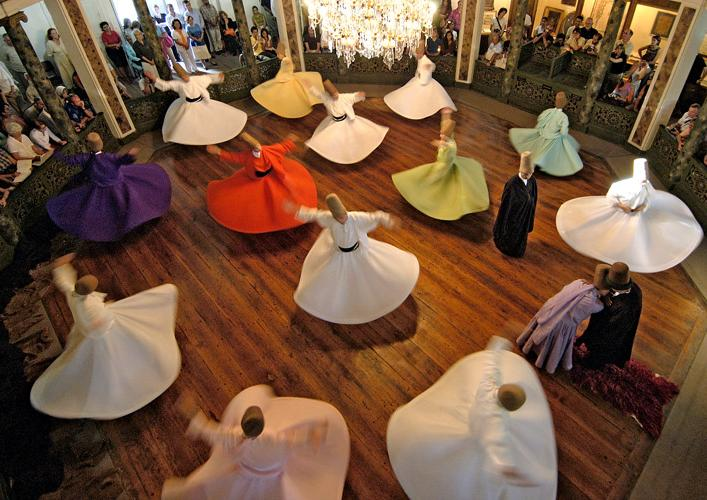
صوفیان در سماع

#### صوفی‌گری
صوفی‌گری یا تصوف یک مکتب فلسفی و باطنی در اسلام است و مبنای آن رسیدن به حقیقت معنوی به عنوان هدف غایی انسان است. برای دست‌یابی به این حقیقت برتر، تصوف از شش مقام نام می‌برد که عبارتند از: نفس، قلب، سر، روح، خفی و اخفا. در کنار عبادت‌های معمول مذهبی، صوفیان اعمال دیگری نظیر مراقبه، ذکر، چله‌کشی و سماع (رقص و موسیقی باطنی) انجام می‌دهند.